# NGC 6799
NGC 6799 је елиптична галаксија у сазвежђу Телескоп која се налази на NGC листи објеката дубоког неба.
Деклинација објекта је - 55° 54' 28" а ректасцензија 19h 32m 16,7s. Привидна величина (магнитуда) објекта NGC 6799 износи 12,0 а фотографска магнитуда 13,0. Налази се на удаљености од 41,195 милиона парсека од Сунца. NGC 6799 је још познат и под ознакама ESO 184-78, PGC 63339.